# Plumbago
Genre
Plumbago est un genre végétal qui renferme dix espèces ; c'est le genre-type de la famille des Plumbaginaceae.
Le nom générique Plumbago vient du latin plumbum (« plomb »), la plante étant supposée guérir le saturnisme (empoisonnement au plomb).
Son nom commun est dentelaire. On l'appelle « dentelaire » car elle est traditionnellement utilisée pour soigner les maux dentaires, mais aussi la dysenterie, les maladies de peau ou bien encore les rhumatismes. Elle mesure trente centimètres et possède de petites feuilles ovales. Elle préfère un emplacement ensoleillé à mi-ombre.

## Quelques espèces

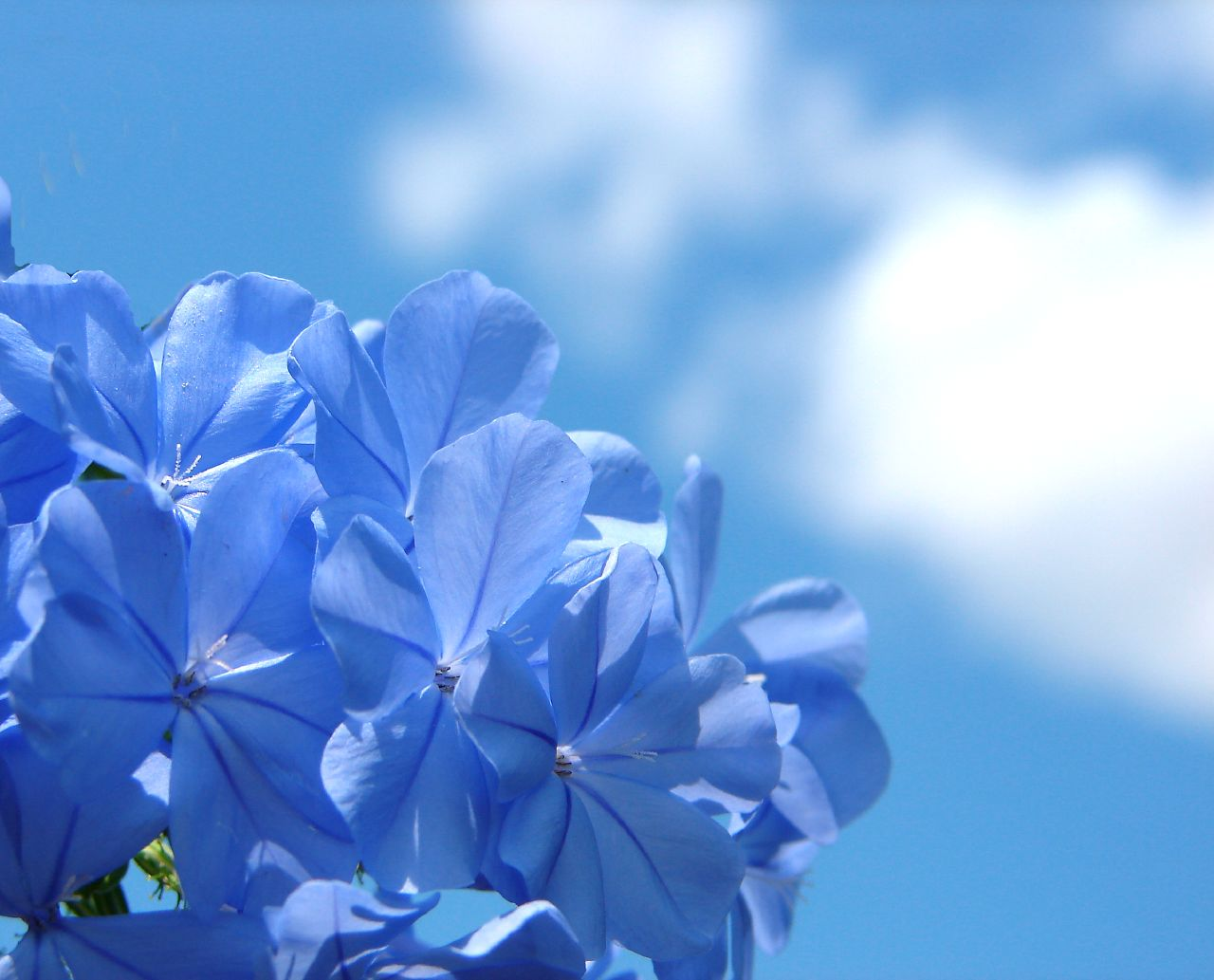
Plumbago sp.

- Plumbago auriculata ou Plumbago capensis ou Plumbago grandiflora, la dentelaire du Cap.
- Plumbago europaea, la dentelaire ou dentelaire d'Europe.
- Plumbago indica ou Plumbago rosea ou « Zapatitos de la virgen »
- Plumbago zeylanica
- et al.

## Calendrier républicain
- Le nom de la dentelaire est attribué au 18e jour du mois de brumaire du calendrier républicain ou révolutionnaire français[1], généralement chaque 8 novembre du calendrier grégorien.